# Paul Hunder
Paul Hunder (Berlino, 12 gennaio 1884 – 9 maggio 1948) è stato un calciatore tedesco, di ruolo centrocampista.